# Филмов фестивал във Венеция
„Филмов фестивал във Венеция“ (на италиански: Mostra d'Arte Cinematografica) е филмов фестивал, провеждан ежегодно във Венеция като част от Венецианското биенале.
Създаден през 1932 година, той е най-старият кинофестивал в света и един от трите най-престижни, наред с Кинофестивала в Кан и Берлинския международен кинофестивал. Провежда се в края на август и началото на септември на остров Лидо.
На фестивала се връчват редица награди, най-престижни сред които са:
- наградата „Златен лъв“ за най-добър филм
- Голяма награда на журито (като наградата за второ място след Златен лъв)
- Специална награда на журито, присъдена на един или два филма
- Наградата „Сребърен лъв“ за най-добър режисьор
- Наградата „Копа Волпи за най-добър актьор“
- Наградата „Копа Волпи за най-добра актриса“
- Наградата „Златна Озела“ за най-добър сценарий, за най-добър технически принос (за кинематографи, композитори и др.)
- Наградата „Марчело Мастрояни“ за нововъзникващ актьор или актриса (учредена през 1998)

## Издания
- 78-и Филмов фестивал във Венеция